# 「結婚の自由をすべての人に」訴訟

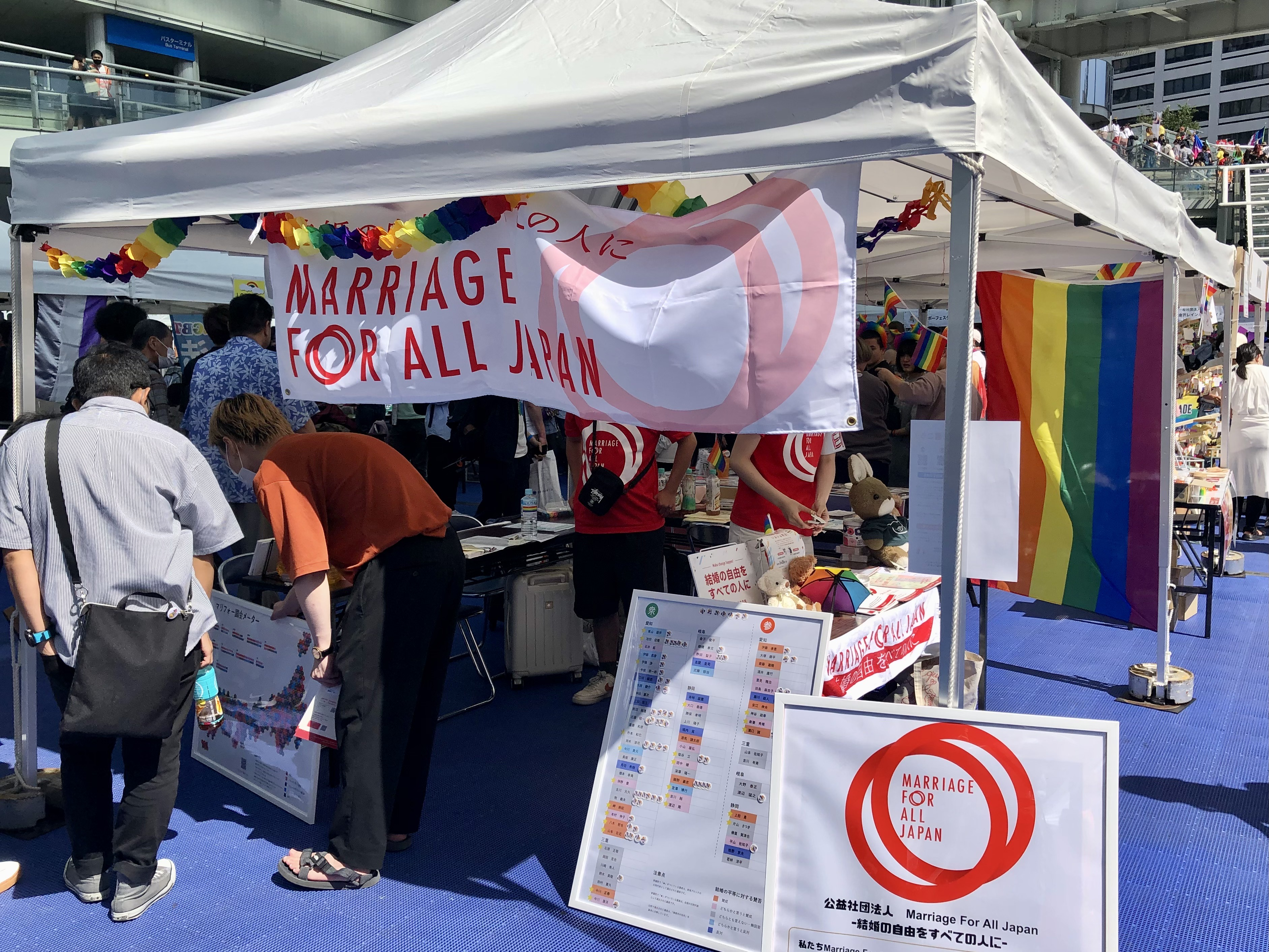
公益社団法人「Marriage For All Japan – 結婚の自由をすべての人に」。集団提訴直前に弁護団の有志と当事者、市民らによって設立された。

「結婚の自由をすべての人に」訴訟（けっこんのじゆうをすべてのひとに そしょう）は、日本国内の複数の同性カップルが、同性同士が法律婚できないのは日本国憲法第24条に保障される婚姻の自由を侵害するため違憲であるとし、2019年に東京、大阪、札幌、名古屋、福岡の各地方裁判所で提訴した集団訴訟「同性婚訴訟」「同性婚集団訴訟」という表記も見られる。
同性婚の制度がない現行制度の合憲性を正面から問う訴訟は、日本で初めてのことである。
2021年3月、札幌地方裁判所が、婚姻に関する民法と戸籍法の規定は法の下の平等を定めた憲法14条に違反するとの判決を下して以降、各地の裁判所で違憲判断が相次いでおり、2025年3月までに、6つの地裁で3件の「違憲状態」、2件の「違憲」、1件の「合憲」の判断が出ており、5つの高裁では全て「違憲」の判断がなされている（後述）。
2024年12月26日現在、原告らの上告により北海道訴訟、東京1次訴訟、九州訴訟が最高裁に係属中であり、近く最高裁の判断が示される見通しである。

## 概説
2018年11月14日、同性同士が法律婚できないのは違憲だとして、複数の同性カップルが日本国政府に損害賠償を求め、翌2019年に東京など複数の地裁で一斉提訴する方針を固めたことが毎日新聞の報道で明らかとなった。同紙は「同性婚の合憲性を正面から問う訴訟は国内で初めてとみられる」と報じた。同年11月28日、弁護団は東京都内でメディアとの懇談会を開催。弁護団の一人、上杉崇子弁護士は「G7の国で同性婚を認めていないのは、イタリアと日本のみ。しかしイタリアでは国として同性パートナーシップ制度がある。国レベルで何もないのは日本だけ」と述べた。懇談会では、東京都立大学の法学部教授、木村草太が講演を行い、「憲法24条1項の『両性の合意』の強調は、戦前の家制度の否定にすぎない」とする説があることを紹介した。
2019年1月4日、一斉提訴の原告となる男性カップルが埼玉県川越市の市役所に婚姻届を提出。これに続いて同月、原告となる同性カップルが全国各地で婚姻届を提出した。婚姻届はいずれも受理されなかった。
同年1月22日、弁護団の有志と当事者、市民らによって、性的少数者への理解促進、社会教育事業及び啓発活動を目的とする一般社団法人「Marriage For All Japan – 結婚の自由をすべての人に」が設立され（2021年に公益社団法人化）、東京訴訟弁護団の共同代表の寺原真希子と関西訴訟弁護団の三輪晃義が代表理事に就任した。同年1月28日付の毎日新聞は連載企画「マンデーリポート」で北海道訴訟の原告の女性カップルを取材し、集団提訴を記事にした。原告弁護団が「同性婚訴訟」ではなく、「『結婚の自由をすべての人に』訴訟」という、法人と同じ名称を掲げていることが記事の中で明らかとされた。加藤丈晴弁護士は「同性婚のための特別な制度を別に作るわけではない。異性愛の人がアクセス可能な婚姻制度を、同性愛などすべての人が利用できるようにしよう、婚姻制度をみんなで考えよう、という意味が込められている」と説明した。
同年2月14日、同性カップル13組が、同性間の結婚を認めていない民法と戸籍法の規定は憲法24条及び13条により保障される婚姻の自由を侵害し、憲法14条1項の保障する法の下の平等に違反するとして、日本国政府に対し立法の不作為を理由とする損害賠償請求訴訟を東京、大阪、札幌、名古屋の4地裁に一斉に提訴した。
同日、弁護士の谷口太規らは、裁判を支援するためのクラウドファンディングのウェブサイト「CALL4（コールフォー）」を開設した。サイト名は英語の「call for」（呼びかける）とかけており、市民は立法、行政、司法の三権に対抗する「第4の権力」になれるという思いを込めて付けられた。開設後、500万円を超える寄付が集まった。原告団は10人の専門家による意見書を裁判所に提出するが、寄付はその依頼費などに充てられた。北海道訴訟弁護団の須田布美子はのちにこう述べている。「意見書を通じて海外の状況も踏まえた客観的な見方を裁判所に提示でき、説得力のある主張が展開できた。CALL4の寄付がなければ、違憲判決を得るのは難しかった」
同年9月5日、1組の男性カップルが福岡地裁に同様の裁判を起こした。
国は、同年10月に作成した被告準備書面の冒頭で、「（婚姻は）伝統的に生殖と子の養育を目的とする男女の結合であった」「国ないし社会が婚姻に法的介入をするのは、婚姻が社会の次世代の構成員を生産し、育成する制度として社会的に重要なものであったからである」とする民法の注釈書の言葉を援用。法律婚に生殖関係以外の効果はないと主張した。
2021年3月17日に札幌地裁が14条に違反するとの判決を下し（後述）、3月26日には8人の性的少数者が東京地裁に追加提訴した。
2025年3月25日、大阪高等裁判所が憲法違反の判断を下し、全国5つの高等裁判所で憲法違反の判断が下されたことになる。ただし、最高裁判所の統一判断が下されていないとして、賠償請求は棄却された。

### その他の同性婚に関する訴訟
2023年11月、同性カップルの婚姻届を受理しないのは憲法違反であるとして、フランスの法律に基づき婚姻関係となった、日本人とフランス人の女性同士の同性カップルが神戸家庭裁判所尼崎支部に婚姻届の受理を求めて家事審判を申し立てた。
2024年2月14日、同性カップルの婚姻届を受理しないのは憲法違反であるとして、宮城県在住の男性同士の同性カップルが仙台家庭裁判所に婚姻届の受理を求めて家事審判を申し立てた。申立人によれば、この訴訟との連携も検討しているとされる。
2024年7月16日、すでに女性と婚姻している、戸籍上の性別は男性のトランスジェンダーが、現に婚姻していないことを性別取り扱いの変更要件と定めた性同一性障害者特例法の規定は憲法違反であるとして、性別取り扱いを男性から女性に変更することを求めて、京都家庭裁判所に家事審判を申し立てた。同法の未婚要件の規定は、現行民法が認めていない同性婚状態が生まれてしまうことによる戸籍上の不都合を回避するために設けられたものであるが、申立人は同性婚を認めないことが憲法違反であり、また性別取り扱い変更のためには離婚をしなければならない現状は人権侵害であると主張している。2025年1月21日に申立人とその妻に対する審尋が行われた。同年度内には決定が出される見込みである。

### 行われた訴訟と憲法判断の一覧
2025年3月25日時点で、北海道訴訟（最高裁）、関西訴訟（大阪高裁）、東京1次訴訟（最高裁）、東京2次訴訟（東京高裁）、愛知訴訟（最高裁）、九州訴訟（最高裁）の計6つの裁判が行われている。東京1次訴訟、東京2次訴訟、愛知訴訟においては憲法13条に関する主張はしていない。以下は各裁判所が下した憲法判断の一覧である。
| 一審・地方裁判所   | 一審・地方裁判所 | 一審・地方裁判所 | 一審・地方裁判所 | 一審・地方裁判所 | 一審・地方裁判所 | 一審・地方裁判所 | 一審・地方裁判所 | 一審・地方裁判所 |
| 訴訟名             | 裁判所           | 提訴日           | 判決日           | 24条1項          | 24条2項          | 14条1項          | 13条             | 出典             |
| ------------------ | ---------------- | ---------------- | ---------------- | ---------------- | ---------------- | ---------------- | ---------------- | ---------------- |
| 北海道訴訟         | 札幌地方裁判所   | 2019年2月14日    | 2021年3月17日    | 合憲             | 合憲             | 違憲             | 合憲             | [ 42 ]           |
| 関西訴訟           | 大阪地方裁判所   | 2019年2月14日    | 2022年6月20日    | 合憲             | 合憲             | 合憲             | 合憲             | [ 43 ]           |
| 東京訴訟（1次）    | 東京地方裁判所   | 2019年2月14日    | 2022年11月30日   | 合憲             | 違憲状態         | 合憲             | --               | [ 44 ]           |
| 東京訴訟（2次）    | 東京地方裁判所   | 2021年3月26日    | 2024年3月14日    | 合憲             | 違憲状態         | 合憲             | --               | [ 45 ]           |
| 愛知訴訟           | 名古屋地方裁判所 | 2019年2月14日    | 2023年5月30日    | 合憲             | 違憲             | 違憲             | --               | [ 46 ]           |
| 九州訴訟           | 福岡地方裁判所   | 2019年9月5日     | 2023年6月8日     | 合憲             | 違憲状態         | 合憲             | 合憲             | [ 47 ]           |
| 控訴審・高等裁判所 |                  |                  |                  |                  |                  |                  |                  |                  |
| 訴訟名             | 裁判所           | 控訴日           | 判決日           | 24条1項          | 24条2項          | 14条1項          | 13条             | 出典             |
| 北海道訴訟         | 札幌高等裁判所   | 2021年3月31日    | 2024年3月14日    | 違憲             | 違憲             | 違憲             | 合憲             | [ 48 ]           |
| 関西訴訟           | 大阪高等裁判所   | 2022年6月30日    | 2025年3月25日    | 合憲             | 違憲             | 違憲             | 合憲             |                  |
| 東京訴訟（1次）    | 東京高等裁判所   | 2022年12月13日   | 2024年10月30日   | 判断せず         | 違憲             | 違憲             | --               | [ 49 ]           |
| 愛知訴訟           | 名古屋高等裁判所 | 2023年6月12日    | 2025年3月7日     | 判断せず         | 違憲             | 違憲             | --               |                  |
| 九州訴訟           | 福岡高等裁判所   | 2023年6月19日    | 2024年12月13日   | 合憲             | 違憲             | 違憲             | 違憲             | [ 50 ]           |

## 各地域の訴訟

### 北海道訴訟

#### 第一審（札幌地方裁判所）
2019年2月14日、婚姻届が受理されなかった男性カップル2組と女性カップル1組の計6人は、同性同士の結婚が認められないのは憲法で保障された「婚姻の自由」や「平等原則」に反するとして、国に1人100万円の損害賠償を求める訴訟を札幌地裁に起こした。
2020年10月28日、北海道訴訟が結審。原告代理人の加藤丈晴弁護士は意見陳述の中で、自身も同性愛者であることを明かした。同日、朝日新聞はこのことを報道。加藤が「愛する人と家族として共に人生を歩むという当たり前の権利を、性的マイノリティーにも認めてほしい」と訴えたと報じた。
2021年3月17日、札幌地裁（武部知子裁判長）は原告の請求を棄却するも、同性愛者に対して、婚姻によって生じる法的効果の一部ですらもこれを享受する法的手段を提供しないとしていることは、法の下の平等を定めた憲法14条に違反するとの判断を下した。武部知子裁判長は判決書の事実及び理由で次のように述べた。
札幌地裁は、原告らの同性間の婚姻を認める規定を設けていない民法及び戸籍法の婚姻に関する諸規定(本件規定)は憲法13条、14条1項又は24条に違反するという主張に対し、憲法24条に関しては、「同条（注・憲法24条）1項は、「婚姻は、両性の合意のみに基いて成立し、夫婦が同等の権利を有することを基本として、相互の協力により、維持されなければならない。」と規定しており、婚姻をするかどうか、いつ誰と婚姻をするかについては、当事者間の自由かつ平等な意思決定に委ねられるべきであるという趣旨を明らかにしたものと解される」と判例を引きつつ、「現行民法への改正や憲法が制定された戦後初期の頃においても、同性愛は精神疾患であるとされており、同性婚は許されないものと解されていた」というような経過に加え、「同条（注・憲法24条）が「両性」、「夫婦」という異性同士である男女を想起させる文言を用いていることにも照らせば、同条は、異性婚について定めたものであり、同性婚について定めるものではないと解するのが相当である」と示し、「同条1項の「婚姻」とは異性婚のことをいい、婚姻をするについての自由も、異性婚について及ぶものと解するのが相当であるから、本件規定が同性婚を認めていないことが、同項（注・憲法24条1項）及び同条2項に違反すると解することはできない」と判断した。また、憲法24条が「異性婚について定めるものであり、同性婚について触れるものではないことも併せ考慮すれば、同条は、同性愛者が異性愛者と同様に上記婚姻の本質を伴った共同生活を営んでいる場合に、これに対する一切の法的保護を否定する趣旨まで有するものとは解されない」「（本件規定及び憲法24条の規定は、）同性愛者のカップルに対する一切の法的保護を否定する理由となるものとはいえない」とも示した。

#### 控訴審（札幌高等裁判所）
上記札幌地裁判決は同性婚を認めない現行制度は憲法に違反すると判示したものの、完全なものではなく、また賠償請求も認められなかったため、原告は2021年3月31日に控訴をした。

2024年3月14日、札幌高裁（斉藤清文裁判長）は、控訴を棄却して賠償請求を退けるも、次の通り判示し、異性間の婚姻のみを定め、 同性間の婚姻を許さず、これに代わる措置についても一切規定していない民法及び戸籍法の規定は、婚姻の自由を定める憲法24条1項及び2項、法の下の平等を定める憲法14条1項に違反すると述べた。
札幌高裁は、「婚姻は両性の合意に基づく」という憲法24条1項の規定について、婚姻と家族の制度において旧憲法下の家制度の制約を改め、対等な当事者間の自由な意思に基づく婚姻を定める趣旨により両性との文言が採用されたとする趣旨から解釈すれば、文言上は男女の婚姻について定めているように読めるとしても、同項は人と人との結びつきとしての婚姻の保障について定めたものであり、実質的に同性カップルも保護しているという意味も包容していると解釈した。憲法24条1項に違反しているとの判断は初めて。

また、同性婚の制度がない民法等の規定の違憲性が明白であったとは言えないとして賠償請求は退けたものの、「付言」として、同性婚の制度構築について次のように述べた。

### 関西訴訟
2019年2月14日、3組の同性カップルが大阪地裁に、同様の損害賠償を求める訴訟を起こした。そのうち、坂田麻智とテレサ・スティーガーのカップルはNPO法人「虹色ダイバーシティ」の創立メンバーで理事を務めている。
2022年6月20日、大阪地裁（土井文美裁判長）は、原告らの同性間の婚姻を認めていない民法及び戸籍法の規定（本件諸規定）は憲法24条に違反するという主張に対し、「合憲」との判決を下した。婚姻の目的は「自然生殖」にあるとし、判決要旨において次のように述べた。
大阪地裁は憲法24条1項に関しては、「憲法24条1項においては、婚姻について「両性の合意」や「夫婦」との文言が、2項においても「両性の本質的平等」との文言が用いられており、これらの文言は、婚姻が男女から成ることを意味するものと解するのが通常の文理解釈である」「憲法24条の起草過程でも「男女両性」等の文言が用いられ、同条の要請を受けた民法改正においても、その起草過程で同性間の婚姻について議論された形跡はない」「このような憲法24条の文理や制定経緯等に照らすと、同条1項における「婚姻」は、異性間の婚姻のみを指し、同性間の婚姻を含むものではないと認めるのが相当である」として、「憲法24条1項から導かれる婚姻をするについての自由は、異性間についてのみ及ぶものと解されるから、本件諸規定は憲法24条1項に違反するとは認められない」と判断した。ただし、「憲法24条1項が設けられた趣旨は、明治民法における旧来の封建的な家制度を否定し、個人の尊厳の観点から婚姻が当事者間の自由かつ平等な意思決定である合意のみに委ねられることを明らかにする点にあることに加え、誰と婚姻をするかの選択は個人の自己実現そのものであって、同性愛者にも異性愛者と同様の婚姻又はこれに準ずる制度を認めることは、憲法の普遍的価値である個人の尊厳や多様な人々の共生の理念に沿うものでこそあれ、これに抵触するものでないことからすると、憲法24条1項が異性間の婚姻のみを定めているからといって、同性間の婚姻又はこれに準ずる制度を構築することを禁止する趣旨であるとまで解すべきではない」ということも示した。憲法24条2項に関しては、「今後の社会状況の変化によっては、同性間の婚姻等の制度の導入について何らの法的措置がとられていないことの立法不作為が将来的に憲法24条2項に違反するものとして違憲となる可能性はあっても、同性間の人的結合関係にどのような保護を与えるのかの議論が尽くされていない現段階で、本件諸規定自体が、立法裁量を逸脱するものとして憲法24条2項に直ちに違反するとは認められない」と判断した。

### 東京訴訟（1次）

#### 第一審（東京地方裁判所）
2019年2月14日、6組の同性カップルが東京地裁に、同様の損害賠償を求める訴訟を起こした（東京1次訴訟）。
同年の裁判中の進行協議で、田中寛明裁判長が、原告の個別事情を「夾雑物」と表現し、本人尋問の実施は不必要との考えを示した。原告らは本人尋問を求めるネット署名を展開。2021年2月、約1万8000筆の署名と寄せられた手紙34通を裁判所に提出した。
2021年1月18日、HIV陽性者の支援や相談を行うNPO法人の理事を務めている原告の男性が病気で死去した。
同年4月、裁判長が池原桃子に新しく変わった。同月の非公開の進行協議で、池原は弁護団の共同代表の寺原真希子らに本人尋問実施の方針を示した。同年10月11日、7人の原告の本人尋問が行われ、40代の会社員女性はパートナーの50代女性が乳がんを患った際の体験を語り、50代の会社員男性は、1月に亡くなった前述のパートナーについて話した。同年10月、国は、「男性と女性が子を産み育てながら共同生活を送る関係に対し、特に法的保護を与えること」（自然生殖可能性のある関係性の法的保護）が婚姻制度の目的と説明する書面を提出した。2022年2月9日、寺原は意見陳述で、書面を読んだとき「文字どおり、自分の目を疑った」と述べ、国側の主張を批判した。
2022年11月30日、東京地裁（池原桃子裁判長）は1次訴訟の第一審判決で、同性婚が認められていない現状について、憲法には違反しないとの判断を示し、原告の請求を棄却した。その一方で、同性愛者が「パートナーと家族になるための法制度が存在しないことは、同性愛者の人格的生存に対する重大な脅威、障害」だとして、「憲法24条2項に違反する状態にある」と指摘した。原告や弁護団は、「違憲状態」とする東京地裁の判決を「大きな前進」と評価した。

#### 控訴審（東京高等裁判所）
2022年12月13日、原告は、「同性婚」を認めていないことが憲法14条1項、24条1項、24条2項に違反する、として、東京高裁に控訴した。
2024年10月30日、東京高裁（谷口園恵裁判長）は、1次訴訟の控訴審判決にて、国家賠償法上の違法はないとして控訴を棄却したものの、婚姻に相当する配偶者としての法的身分関係の形成に係る規定を設けていないことは、憲法14条1項、24条2項に違反する、との判断を示した。
同判決は、まず、異性愛者は自らの自由意思により人生の伴侶と定めた相手との永続的な人的結合関係について、婚姻により配偶者としての法的身分関係の形成ができるのに対し、同性愛者はこれができないという区別が生じており、同性愛者に生ずる不利益は重大である、と指摘する。そして、憲法24条2項が婚姻や家族に関する具体的な制度の構築を第一次的には国会の合理的な裁量に委ねている一方で、その裁量権に個人の尊厳と両性の本質的平等に立脚すべきであるという限界を画しており、上記の区別をすることに合理的な根拠が認められない場合には、憲法14条1項と24条2項に違反する、との枠組みを示した。
その上で、同判決は、自然生殖の可能性がなくとも同性間の人的結合関係に法的保護が妥当することや、同性間の人的結合関係にも男女間の婚姻と同様の法的保護を与えたとしても不利益が生じないこと、地方自治体によるパートナーシップ制度の導入などから社会的受容度が相当程度高まっていることなどの事情を挙げた上で、「性的指向という本人の意思で選択や変更をすることができない属性により、個人の人格的存在と結び付いた重要な法的利益の享受の可否につき区別が生じている状態を現在も維持することに合理的根拠があるとはいえない」と指摘した。
そして、同判決は、現行の法令が、民法及び戸籍法において男女間の婚姻について規律するにとどまり、同性間の人的結合関係については、婚姻の届出に関する民法739条に相当する配偶者としての法的身分関係の形成に係る規定を設けていないことは、個人の人格的存在と結び付いた重要な法的利益について、合理的な根拠に基づかずに、性的指向により法的な差別的取扱いをするものであって、憲法14条1項、24条2項に違反する」と判断した。

### 東京訴訟（2次）
2021年3月26日、トランスジェンダーやパンセクシュアルを含む8人の性的少数者が1次訴訟に次いで東京地裁に追加提訴した（東京2次訴訟）。
2024年3月14日、東京地裁（飛澤知行裁判長）は2次訴訟の判決で、同性カップルが婚姻やこれに類似する制度が設けられていないことによって、個人の尊厳に関わる重要な人格的利益を一切享受することができない状況にあり、自己の性自認及び性的指向に即した生活を送るという「重要な人格的利益に根ざしたかけがえのない権利」を享受することを阻まれており、個人の尊厳と両性の本質的平等に照らして「憲法24条2項に違反する状態にある」と指摘した。ただし、制度構築に関しては国会の立法裁量に委ねられており、制度構築にはなお複数の選択肢があるため、法改正の処置を取らないことが直ちに憲法24条2項違反であるとはできないとした。

### 愛知訴訟
2019年2月14日、1組の同性カップルが名古屋地裁に、同様の損害賠償を求める訴訟を起こした。
2023年5月30日、名古屋地裁（西村修裁判長）は国への賠償請求は棄却したが、「婚姻の意義は、単に生殖と子の保護・育成のみにあるわけではない」と述べ、同性婚が認められないのは「憲法14条にも同24条2項にも違反する」との判断を示した。24条2項に違反するとの判断は初めて。
同日、公明党の高木陽介政調会長は名古屋地裁の違憲判決を受けて記者会見を開き、「党としてこの問題に関して基本的に認める方向性で議論をしてきた」とした上で、「与党として野党も含めて国会で議論を深めていきたい」と語ったが、自民党の萩生田光一政調会長は会見で「現行憲法では、同性カップルに婚姻の成立を認めることは想定されていないのが政府の立場で、わが党も同様だ」と強調した。東京新聞は、同年2月1日の衆議院予算委員会で岸田文雄首相が同性婚制度導入について問われた際「社会が変わってしまう課題だ」と答えたことに触れ、「与党内の溝を埋める協議すら進んでいない」のが現状だと報じた。
毎日新聞のほか、東京新聞、京都新聞、神戸新聞などのブロック紙はいずれも判決を評価する社説を発表し、政府は早急に法整備に動くべきだと訴えた。一方で6月2日、産経新聞と統一教会系の世界日報は反対の論陣を張った。産経新聞は「婚姻制度は、男女異性間を前提としている。これを覆す不当な判決だ」「伝統的家族観を敵視するような批判や運動は社会のためにならない」と主張。世界日報は「奇妙な憲法判断がまた出た」と述べ、「さまざまな努力で同性愛を異性愛に変更できたとする当事者が少なからず存在する。全ての同性愛を生得的あるいは変更不可能と断定するのは時期尚早である」と原告ならびに裁判官の見解を批判した。

### 九州訴訟

#### 第一審（福岡地方裁判所）
2019年9月5日、福岡市在住の男性カップルが福岡地裁に、同様の損害賠償を求める訴訟を起こした。
2020年3月25日、熊本市在住の男性カップルが追加提訴を行った。その後、それぞれが外国籍と日本国籍を持ち、外国で法律婚をしたのち日本で子育てをしているカップルが加わった。九州訴訟の原告は計3組となった。
2023年6月8日、福岡地裁（上田洋幸裁判長）は原告の請求を棄却したが、その一方で「憲法24条2項に違反する状態にある」と指摘した。上田洋幸裁判長は判決要旨において次のように述べた。

#### 控訴審（福岡高等裁判所）
2023年9月29日、九州訴訟の原告が、第一審判決が「憲法13条、憲法24条1項、憲法14条1項については違憲性を認めず、憲法24条2項に関しても、本件諸規定が同性間の婚姻を認めていない点については違憲とまでは認められない」としたのは不満であるとし、また、国家賠償を求めて、福岡高裁に控訴した。
2024年12月13日、福岡高裁（岡田健裁判長）は、原告の控訴を棄却したが、その一方で、同性婚が認められないのは、「当事者が同性である場合の婚姻について法制度を設けていないことは、同性の人を伴侶として選択する人が幸福を追求する道を閉ざしてしまうことにほかならない」のであり、「婚姻の成立及び維持について法制度による保護を受ける権利に対する侵害」かつ「差別的取扱いが不合理なものであることは自明である」し、24条2項が認める立法裁量により許される性質のものではない等として、憲法13条、憲法14条1項、24条2項に違反する、との判断を示した。第一審・控訴審を通じて、憲法13条に違反するとの判断は初めて。
福岡高裁は、判決文にて、憲法13条への抵触に関して、次のように述べている。

## 上告審
札幌高等裁判所の判決においては同性婚を認めない現行規定が違憲であるとは認められたものの、賠償請求が棄却されたことや、政府や国会で同性婚の実現に向けた議論が進んでいない状況などを踏まえ、2024年3月25日、北海道訴訟の原告が同高裁判決を不服として最高裁判所に上告・上告受理申立てをした。一連の訴訟で初めての上告となった。2024年11月8日には、東京1次訴訟の原告が、同年12月26日には九州訴訟の原告が、翌年3月19日には愛知訴訟の原告が、最高裁判所に上告・上告受理申立てをした。本訴訟の原告団によれば、今後すべての訴訟で高裁判決が出次第、上告をする予定であり、今後最高裁判所で審理が進められる。